# Epimecis fumistrota
Epimecis fumistrota là một loài bướm đêm trong họ Geometridae.